# Бьен, Мерга
Мерга Бьен (нем. Merga Bien; ок. 1569, Фульда — 1603, там же) — немецкая  горожанка, казнённая по обвинению в колдовстве.

## Биография
Родилась и выросла в городе Фульда (ландграфство Гессен-Дармштадт). В юном возрасте она вышла замуж за кожевенника Вильгельма Франка, который умер спустя некоторое время, оставив ей богатое наследство. Вскоре она вышла замуж во второй раз за юриста Кристофа Орта, в браке с которым у неё родилось двое детей, но муж и её дети умерли от эпидемии чумы.
В 1588 году она в третий раз вышла замуж за адвоката Блазиуса Бьена и уехала с мужем из города, но через некоторое время вернулась в город, как считалось, из-за ссоры мужа со своими работодателями. В 1602 году князь-аббат Бальтазар фон Дернбах вернулся к власти в Фульде и приказал провести процесс против ведьм.
В результате его решения весной 1603 года начались первые аресты в городе и городские тюрьмы стали заполняться подозреваемыми в колдовстве. 19 июня 1603 года Бьен была арестована и заключена в тюрьму, где подвергалась допросам. Её муж Блазиус пытался её спасти от следствия и допросов, сказав судьям, что она беременна. Под пытками она призналась в убийстве своего второго мужа и детей, а также в участии в шабашах. Несмотря на беременность, она была признана виновной и осенью 1603 года сожжена на костре в Фульде.